# Mesquite (Nevada)
Mesquite é uma cidade localizada no estado americano de Nevada, no condado de Clark.
Nesta cidade residia Stephen Paddock, de 64 anos, aposentado que no início de outubro de 2017 atirou de uma suíte do hotel Mandala Bay, em Las Vegas, em direção a uma multidão em um festival de música country. Pouco antes de cometer suicídio Paddock matou 59 pessoas, além de ferir mais de 500 outras.

## Geografia
De acordo com o United States Census Bureau, a cidade tem uma área de 83,8 km², onde 82,6 km² estão cobertos por terra e 1,2 km² por água.

### Localidades na vizinhança
O diagrama seguinte representa as localidades num raio de 56 km ao redor de Mesquite.

## Demografia
Segundo o censo nacional de 2010, a sua população é de 15 276 habitantes e sua densidade populacional é de 184,9 hab/km². Possui 8 911 residências, que resulta em uma densidade de 107,9 residências/km².